# Операция «Соломон»
Опера́ция Соломо́н (ивр. מִבְצָע שְׁלֹמֹה‎) — военная операция Израиля по вывозу эфиопских евреев в Израиль, которой командовал Бени Ганц.
К 1991 году правительство Эфиопии Менгисту Хайле Мариама было близко к падению из-за успехов эритрейских повстанцев и повстанцев в провинции Тигре. Израиль и еврейские организации были обеспокоены ситуацией с эфиопскими евреями, и ими была организована операция, в течение которой за 36 часов было вывезено 14 325 человек.
В результате Операции «Соломон» в Израиль по воздуху было переброшено вдвое больше эфиопских евреев, чем в ходе операций «Моисей» и «Йехошуа» вместе взятых. Во время этой операции был поставлен мировой рекорд по количеству пассажиров, перевезённых за один полёт одним воздушным судном — 24 мая 1991 года Boeing-747 авиакомпании El Al перевёз в Израиль 1122 человек (1087 пассажиров были зарегистрированы, 35 детей спрятались в одеждах матерей). По плану предполагалось погрузить в самолёт 760 человек, но поскольку пассажиры оказались настолько лёгкими, их количество было значительно увеличено. Пять младенцев родились во время полета. Собственно самолёт этого типа рассчитан на полёт с 480 пассажирами на борту.
Всего было задействовано 24 транспортных самолёта типа C-130 израильских ВВС и 10 пассажирских машин авиакомпании El Al. Самолёты совершили в общей сложности 41 рейс, машины садились и взлетали с частотой до трёх каждые полчаса, и без дозаправки в Эфиопии вылетали в Израиль. Около 1500 эфиопских евреев не смогли пробиться из блокированной провинции Гондэр в столицу и остались в Эфиопии.